# 横浜ベイサイドユースホステル
横浜ベイサイドユースホステル（よこはまベイサイドユースホステル）は日本ユースホステル協会に加盟していた神奈川県横浜市のユースホステル。

## 現在
2011年に閉館した。現在横浜市地域のユースホステルは伊勢佐木町のワシントンホテルが引き継いでいる。